# NGC 2575
NGC 2575 este o galaxie spirală situată în constelația Racul. A fost descoperită în 23 februarie 1878 de către Édouard Stephan⁠(d). Se află la o distanță de 56,44 de megaparseci de Pământ.